# Шерлок Холмс и смертоносное ожерелье
«Шерлок Холмс и смертоносное ожерелье» (нем. Sherlock Holmes und das Halsband des Todes) — детектив 1962 года в постановке Теренса Фишера.

## Сюжет
Шерлок Холмс и доктор Ватсон пытаются раскрыть дело о краже ожерелья Клеопатры, найденного археологами в Египте, которое уже послужило причиной многочисленных загадочных смертей. Вскоре они обнаруживают, что за всем этим стоит зловещий профессор Мориарти.

## В ролях
- Кристофер Ли — Шерлок Холмс
- Торли Уолтерс — доктор Ватсон
- Сента Бергер — Эллен Блэкберн
- Ханс Зёнкер — профессор Мориарти
- Ханс Нильсен — инспектор Купер
- Иван Десни — Пол Кинг
- Леон Аскин — Чарльз, шофёр
- Вольфганг Лукши — Питер Блэкберн
- Эдит Шульце-Веструм — миссис Хадсон
- Бернар Лажарриж — инспектор Френч